# Communauté de communes du Pays de Montsalvy
Die Communauté de communes du Pays de Montsalvy ist ein ehemaliger französischer Gemeindeverband in der Rechtsform einer Communauté de communes im Département Cantal in der Region Auvergne-Rhône-Alpes. Der Verwaltungssitz war im Ort Montsalvy.

## Historische Entwicklung
Mit Wirkung vom 1. Januar 2017 fusionierte der Gemeindeverband mit  
- Communauté de communes Entre 2 Lacs,
- Communauté de communes du Pays de Maurs sowie
- Communauté de communes Cère et Rance en Châtaigneraie

und bildete so die Nachfolgeorganisation Communauté de communes de la Châtaigneraie Cantalienne.

## Ehemalige Mitgliedsgemeinden
Der Communauté de communes du Pays de Montsalvy gehörten vierzehn der fünfzehn Gemeinden des Kantons Arpajon-sur-Cère und eine Gemeinde des Kantons Vic-sur-Cère an. Die Mitgliedsgemeinden waren:
| Gemeinde               | Einwohner 1. Januar 2022 | Fläche km² | Dichte Einw./km² | Code INSEE | Postleitzahl |
| ---------------------- | ------------------------ | ---------- | ---------------- | ---------- | ------------ |
| Puycapel               | 724                      | 13,73      | 53               | 15027      | 15340        |
| Cassaniouze            | 503                      | 35,84      | 14               | 15029      | 15340        |
| Junhac                 | 288                      | 27,71      | 10               | 15082      | 15120        |
| Labesserette           | 297                      | 13,64      | 22               | 15084      | 15120        |
| Lacapelle-del-Fraisse  | 402                      | 15,29      | 26               | 15087      | 15120        |
| Ladinhac               | 435                      | 26,72      | 16               | 15089      | 15120        |
| Lafeuillade-en-Vézie   | 591                      | 16,54      | 36               | 15090      | 15130        |
| Lapeyrugue             | 94                       | 8,47       | 11               | 15093      | 15120        |
| Leucamp                | 244                      | 13,50      | 18               | 15103      | 15120        |
| Montsalvy              | 832                      | 20,29      | 41               | 15134      | 15120        |
| Prunet                 | 686                      | 27,34      | 25               | 15156      | 15130        |
| Sansac-Veinazès        | 201                      | 12,56      | 16               | 15222      | 15120        |
| Sénezergues            | 209                      | 17,61      | 12               | 15226      | 15340        |
| Teissières-lès-Bouliès | 339                      | 19,51      | 17               | 15234      | 15130        |
| Vieillevie             | 104                      | 9,65       | 11               | 15260      | 15120        |